# Spea Engineering
SPEA Engineering SpA acronyme de « Società Progetto Edili Autostradali », est un cabinet d'ingénierie italien spécialisé dans la conception, la direction de projet et le contrôle des ouvrages liés aux infrastructures routières et autoroutières, ferroviaires et maritimes. La société appartient pour 80 % au groupe Mundys, ex Atlantia SpA.
SPEA Engineering a été un important cabinet homologué pour exercer des missions de contrôle de sécurité et la surveillance des ponts existants dans le monde. 

## Histoire
La société SPEA Engineering SpA a été fondée en 1961 à Milan, en intégrant les services d'ingénierie de la société Italstrade SpA dans le but de créer une société d'ingénierie de taille internationale capable de contribuer à la conception, l'étude et la réalisation des projets du programme de construction des nouvelles autoroutes italiennes. Ce plan prévoyait le renforcement du réseau d'environ 3 500 kilomètres, avec la construction des autoroutes :
- autoroute A1 Milan - Naples,
- autoroutes ligures :
  - doublement de l'Autoroute A7 Milan - Gêns,
  - autoroute A10 Gênes - Vintimille
  - autoroute A12 Gênes - Livourne
- autoroute de l'épine dorsale Adriatique A14 Bologne - Canosa
- autoroute A16 Naples - Canosa.

SPEA est également intervenue pour la conception des autoroutes :
- autoroute A27 Mestre-Vittorio Veneto,
- autoroute A26 "dei Trafori",
- autoroute A23 Udine - Tarvisio

et pour les autres concessionnaires du groupe :
- autoroute A5 Aoste - Mont-Blanc,
- le périphérique de Naples,
- les modifications du tracé de l'autoroute A3 "Naples - Salerne".
- le doublement de l'autoroute A6 Turin-Savone.

Durant cette période, les études de conception pour la Variante di Valico, le dédoublement de l'autoroute « A1 Bologne – Florence » ont été engagées. 
En 1999, dans le cadre de la privatisation de l'ensemble du groupe Autostrade, la société est devenue privée, toujours rattachée au groupe Autostrade SpA renommé Atlantia SpA. Elle a participé aux projets autoroutiers d'importance nationale, en concevant et dirigeant les travaux, notamment :
- la troisième voie des autoroutes A14 Rimini-Pedaso, A9 Come-Lainate, A1 Florence Nord-Valdarno,
- la quatrième voie des autoroutes A4 Milan-Bergame et A1 Modène-Bologne.

### Depuis 2019
Après l'écroulement du viaduc Morandi de Gênes en août 2018, bien qu'aucune charge n'ait été retenue contre elle, la société SPEA Engineering n'assure plus le contrôle et la surveillance des ponts et viaducs du réseau en concession d'Autostrade per l'Italia car faisant partie du même groupe. Cette spécialité a été mise en sommeil. Tous les opérations de surveillance et de contrôle doivent désormais être confiées à des entreprises extérieures. 
En 2020, Atlantia SpA a scindé les activités de SPEA Engineering et créé, en décembre 2020, TECNE SpA, une nouvelle société d'ingénierie, filiale à 100 % d'Autostrade per l'Italia, à partir de l'ancienne division de SPEA, pour assurer uniquement la conception et la direction de projet des nouveaux ouvrages.